# Higashiyoshino
Higashiyoshino (jap. 東吉野村 Higashiyoshino-mura) – wieś w Japonii, na wyspie Honsiu, w prefekturze Nara. Według danych na rok 2020 miejscowość zamieszkiwało 1 502 mieszkańców , a gęstość zaludnienia wyniosła 11,4 os./km².